# LHC Cottbus
Der Lausitzer Handballclub Cottbus (LHC Cottbus) ist der Handballverein aus Cottbus. Der Verein wurde am 1. Juli 2003 als reiner Handballverein gegründet, er ging aus der Fusion der Vereine USV Cottbus und HC Cottbus hervor. Derzeit gibt es 3 Männermannschaften, 1 Frauenmannschaft und 8 Jugendmannschaften im Breiten- und Leistungssport. In der Saison 2018/19 starten die A-Junioren erneut in der höchsten Spielklasse des Bundes, in der Nord-Ost-Staffel der Juniorenbundesliga. In der Spielzeit 2020/21 schaffte die A-Jugend wieder den Einzug in die Jugendbundesliga.

## Chronik

### Vorgängervereine
- 1951 bis 1991: BSG Lok/RAW Cottbus
- 1991 bis 1997: SC Cottbus
- 1997 bis 2003: USV Cottbus
- 1989 bis 1995: VHF Cottbus
- 1995 bis 2003: HC Cottbus

### Sportliche Erfolge
- DDR-Oberliga (1985/86 und 1988/89 als Lok RAW Cottbus)
- 1. Bundesliga (1991/92 als SC Cottbus)
- 2. Bundesliga (1992–1995 als SC Cottbus, 2000–2003 als USV Cottbus und 2007/2008 als LHC Cottbus)
- Durchmarsch von der Verbandsliga in die Regionalliga (1996/97 als HC Cottbus)
- Deutscher B-Jugend-Meister (1997 als SG USV/SC Cottbus)[1]

## Ehemalige Spieler und Trainer
- Hannes Lindt (1994–2003)
- Christoph Schindler (2001–2003)
- René Boese (bis 2004)
- Steve Baumgärtel (2001–2004)
- Toni Podpolinski (bis 2008)
- Tobias Reichmann (2004–2008)
- Dietmar Rösicke (2005–2008)
- Norman Rentsch
- Fred Mellack
- Norbert Thormeier
- Peter Melzer
- Marcel Linge
- Falk Fürstenberg
- Dieter Sklenar
- Mario  Boddeutsch (1983–2000)
- Stephan Mellack
- Stephan Swat
- Alexander Urban
- Tonči Drušković